# Apartadó
Apartadó est une ville colombienne dans le département d'Antioquia.

## Personnalités liées à la municipalité
- Aquivaldo Mosquera (1981-) : footballeur né à Apartadó.
- Caterine Ibargüen (1984-) : athlète colombienne née à Apartadó.